# Seal Islands (Szetlandy Południowe)
Seal Islands (Wyspy focze, znane również jako Îles des Phoques, Islas Foca, Islotes Foca i Seal Rocks) – grupa wysepek i skał leżących w odległości 5 do 10 km od Elephant Island w archipelagu Szetlandów Południowych. Grupa wysp wzięła nazwę od największej wyspy, którą ujrzał kapitan William Smith i nazwał Seal Island w 1820 roku, z powodu dużej ilości zamieszkujących ją fok. 